# 佩切尼希

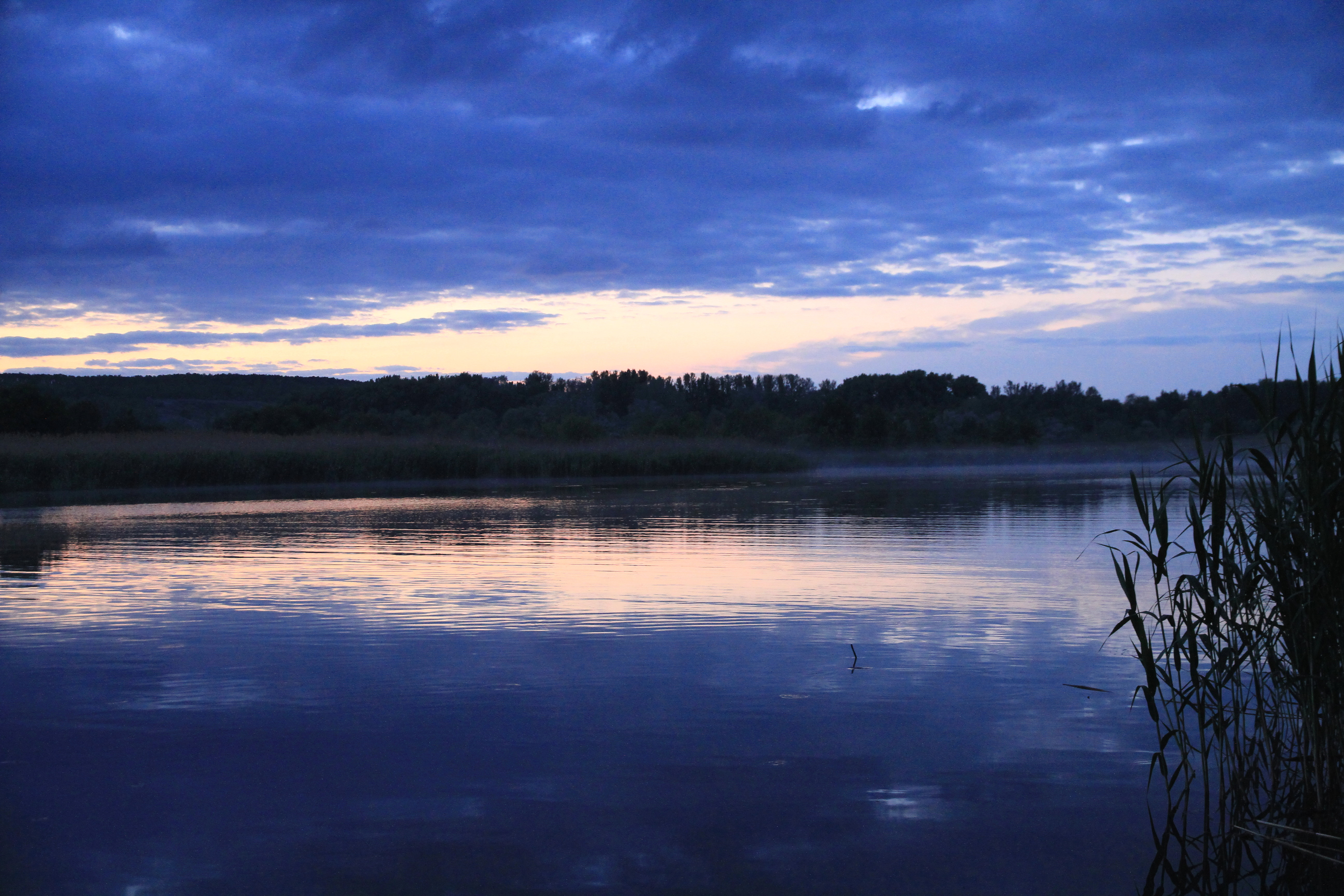
风景

佩切尼希（羅馬化：Pechenihy），或译为佩切尼赫，是烏克蘭東部哈爾科夫州丘胡伊夫区佩切尼希市镇内的鎮及其行政中心。面積7.85平方公里，2001年人口6,033，人口密度每平方公里768.54人。